# Pseudochorthippus curtipennis
Pseudochorthippus curtipennis is een rechtvleugelig insect uit de familie veldsprinkhanen (Acrididae). De wetenschappelijke naam van deze soort is voor het eerst geldig gepubliceerd in 1835 door Harris.